# ونشی‌کش
وَنَشی‌کَش (به لاتین: Vənəşikəş) یک منطقه مسکونی در جمهوری آذربایجان است که در شهرستان آستارا و در دهیاری برزوبند واقع شده‌است.

## ریشه واژه
ونشی‌کش از دو واژه تالشی ونش به‌معنای بنفش و کش به‌معنای دره یا رود کوچک یا باریکه آب تشکیل شده‌است و معنای کلی آن به‌صورت رودخانه یا دره بنفش‌رنگ است.